# 葛萊美獎
葛萊美獎（英語：Grammy Award）是由國家錄音藝術科學學院（National Academy of Recording Arts and Sciences）負責頒發的奖项，旨在於獎勵過去一年中成就出眾的音樂藝術家。葛萊美獎是美國及全球四個主要表演藝術獎項之一，相當於電影界的奧斯卡金像獎、電視界的艾美獎以及劇場界的東尼獎。獎項肇始于好莱坞星光大道計劃，為的是推選出音樂界的傑出表現人士于好莱坞大道上留下星光紀念章而起，爾後獲得唱片工業的重視，成立了美国国家录音艺术科学学院，並于1959年5月4日正式頒發第一屆葛萊美獎以表揚前年于音樂界有傑出表現人士。

## 介紹
葛萊美獎獎盃是一座小型的鍍金留聲機塑像（Gramophone trophy），因「Gramophone」暱稱「Grammy」，故稱葛萊美獎。
葛萊美獎涵蓋的獎項相當廣泛，包括流行、饒舌、搖滾、鄉村、古典、爵士、福音等音樂類型，是由業內人士，也就是國家錄音藝術科學學院的成員投票決定，而不是像告示牌音樂獎或全美音樂獎那樣由人氣決定。由位於科羅拉多州的比靈斯工藝公司（Billings Artworks）製作。頒獎典禮上安排知名藝人現場演出，並通過電視轉播於全國播出。
葛萊美獎於10月1日開始報名，因此歌手們常在當年9月左右紛紛推出作品，以便獲得參選翌年葛萊美獎的資格。例如：约翰·列侬和小野洋子的專輯《Double Fantasy》是在1980年11月推出的，所以雖然錯過1981年的葛萊美獎，但贏得1982年的年度專輯獎。
葛萊美獎的評選有一套相當嚴格的制度和程序，但是如同其它國際級的頒獎典禮（例如奧斯卡金像獎），葛萊美獎也曾發生一個獎項有兩位得主的情形，如1991年第34屆的最佳節奏藍調女歌手（Best Female R&B Vocal Performance）就由老將佩蒂·拉貝爾（Patti LaBelle）和新秀麗莎·費雪（Lisa Fischer）兩人共同得獎。
截至2019年，葛萊美獎典禮目前由美國的CBS負責轉播。

### 記錄保持人
派特·麥席尼（Pat Metheny）和派特·麥席尼樂團共贏得過16次葛萊美獎，包括連續6年6張不同專輯獲獎。到2004年為止，麥席尼保持著跨類別最多獎項的記錄：
1. 最佳融和爵士演出（1983、1984、1985、1988、1990）
2. 最佳器樂作曲（1991）
3. 最佳當代爵士專輯（1993、1994、1996、1999、2003）
4. 最佳爵士器樂演出，個人或組合（1998、2000）
5. 最佳搖滾器樂演出（1999）
6. 最佳爵士器樂獨奏（2001）
7. 最佳新紀元專輯（2004）

自由鼓手哈爾·布雷恩（Hal Blaine）在連續六張專輯中演奏，這六張專輯連續六年獲得年度唱片獎：
1. 1966 Herb Alpert & the Tijuana Brass - “A Taste of Honey”
2. 1967 法蘭克·辛納屈 - “Strangers in the Night”
3. 1968 5th Dimension - “Up, Up and Away”
4. 1969 Simon & Garfunkel - “Mrs. Robinson”
5. 1970 5th Dimension - “Aquarius/Let the Sunshine In”
6. 1971 Simon & Garfunkel - “Bridge Over Troubled Water”

美國歌手麥可·傑克森（Michael Jackson）締造在單屆葛萊美獎中獲獎最多記錄，他在1983年第26屆葛萊美獎獲得12項提名，最後抱回8座大獎，其中包括以專輯《Thriller》及其歌曲拿下了「年度製作」、「年度專輯」、「最佳流行男歌手」、「最佳搖滾男歌手」、「最佳R&B男歌手」、「最佳R&B歌曲」和「年度非經典製作人」等7項大獎；另外他為電影《E.T.外星人》獻唱的主題曲也獲得「最佳兒童唱片」（Best Recording For Children），合計共獲得8座獎項。
指揮喬治·蕭提（Georg Solti）是贏得葛萊美獎最多之人，1997年逝世前他共獲得38尊獎項。
美國創作歌手泰勒·斯威夫特（Taylor Swift）的專輯、《1989》、及《午夜》皆獲得「年度專輯」，成為首位獲得兩次「年度專輯」的女歌手、首位獲得三次「年度專輯」的女歌手以及首位獲得四次「年度專輯」的歌手。
美國歌手怪奇比莉（Billie Eilish）在第62屆葛萊美獎時以專輯《當我們睡了 怪事發生了》獲得「年度專輯」，18歲獲得此獎成為最年輕獲得「年度專輯」的得主。
美國歌手碧昂丝（Beyoncé）在第65屆葛萊美獎時以專輯《潮流復興》獲得4項獎項，以總計32項，成爲葛萊美獎史上獲獎最多的歌手。

## 獎項
下列獎項為目前葛萊美頒發的獎項，自2024年起，原有的26分類被重新整合為11分類（不包括通類獎項），錄製學院的表示這次調整的目的在於讓所有投票成員可以更好的投出分配到的10張選票，從而避免之前某些分類雖然有票數但實際只有1個獎項的情況。
獎項名稱若有歌曲二字，代表該獎項是頒給單曲的詞曲作家，而非歌手。

### 特別獎（Special awards）
- 葛萊美終身成就獎（英语：Grammy Lifetime Achievement Award）
- 理事獎（Trustees Award）
- 技術獎（Technical Award）
- 傳奇獎（Legend Award）
- 名人堂（Hall of Fame Award）
- The MusiCares Person of the Year Award

### 通类（General Field）
通类類之四頒獎項目，原稱“大四喜”（英語：Big Four），自2024年第66屆起擴展至六項，此六獎項包括：
- 年度專輯（Album of the Year）：頒給演唱整張專輯的歌手、客串的歌手及整張專輯的詞曲作家及製作團隊
- 年度製作（Record of the Year）：頒給演唱單曲的歌手及單曲的製作團隊
- 年度歌曲（Song of the Year）：頒給單曲的詞曲作家
- 最佳新人（Best New Artist）：頒給最具突破性的新歌手
- 年度製作人（非古典）（Producer of the Year, Non-Classical）：頒給非古典流派的錄音製作人
- 年度作曲人（非古典）（Songwriter of the Year, Non-Classical）：頒給非古典流派的作曲提供者（即非本人演唱），此獎項首創于2023年，隔年被正式加入通類

曾於同屆拿下非製作人四大獎之音樂人有三位：克里斯多福·克羅斯（1981年）、怪奇比莉（2020年），愛黛兒曾於不同年份拿下（2009年獲得最佳新人，並於2012年與2017年都獲得年度專輯、年度製作及年度歌曲）。

### 特殊類型（Genre-specific awards）

#### 流行樂與 舞曲/電子音樂 （Pop & Dance/Electronic Music）
- 最佳流行歌手（Best Pop Solo Performance）
- 最佳流行組合或團體（Best Pop Duo /Group Performance）
- 最佳流行演唱專輯（Best Pop Vocal Album）
- 最佳舞曲/電子製作 （Best Dance/Electronic Recording）
- 最佳流行舞曲製作 （Best Pop Dance Recording）
- 最佳舞曲/電子音樂專輯 （Best Dance/Electronic Album）

#### 搖滾樂，金屬 與 另類音樂（Rock, Metal & Alternative）
- 最佳搖滾表演（Best Rock Performance）
- 最佳金屬樂表演（Best Metal Performance）
- 最佳搖滾歌曲（Best Rock Song）
- 最佳搖滾專輯（Best Rock Album）
- 最佳另類音樂歌手 （Best Alternative Music Performance）
- 最佳另類音樂專輯 （Best Alternative Music Album）

#### 節奏藍調，饶舌與 朗誦詩（R&B, Rap and Spoken Word Poetry）
- 最佳節奏藍調歌手（Best R&B Performance）
- 最佳傳統節奏藍調歌手（Best Traditional R&B Performance）
- 最佳節奏藍調歌曲（Best R&B Song）
- 最佳節奏藍調專輯（Best R&B Album）
- 最佳前衛節奏藍調專輯（Best Progressive R&B Album）[註 1] （页面存档备份，存于）
- 最佳饒舌歌手（Best Rap Performance）
- 最佳旋律饒舌表演（Best Melodic Rap Performance）
- 最佳饒舌歌曲（Best Rap Song）
- 最佳饒舌專輯（Best Rap Album）
- 最佳朗誦詩專輯 （Best Spoken Word Poetry Album）

#### 爵士樂，傳統流行樂，當代奏樂 與 音樂劇院（Jazz, Traditional Pop, Contemporary Instrumental & Musical Theater）
- 最佳即興爵士歌手（Best Improvised Jazz Solo）
- 最佳爵士演唱專輯（Best Jazz Vocal Album）
- 最佳爵士器樂專輯（Best Jazz Instrumental Album）
- 最佳大型爵士組合專輯（Best Large Jazz Ensemble Album）
- 最佳拉丁爵士專輯（Best Latin Jazz Album）
- 最佳另類拉丁爵士專輯（Best Alternative Jazz Album）
- 最佳傳統類型專輯 （Best Traditional Pop Vocal Album）
- 最佳當代奏樂專輯 （Best Contemporary Instrumental Album）
- 最佳劇院專輯 （Best Musical Theater Album）

#### 鄉村樂與 美國根源音樂（Country & American Roots）
- 最佳鄉村歌手（Best Country Solo Performance）
- 最佳鄉村組合或團體（Best Country Duo/Group performance）
- 最佳鄉村歌曲（Best Country Song）
- 最佳鄉村專輯（Best Country Album）
- 最佳美國根源音樂歌手 （Best American Roots Performance）
- 最佳美國原生音樂歌手（Best Americana Performance）
- 最佳美國根源音樂歌曲 （Best American Roots Song）
- 最佳美國根源音樂專輯（Best Americana Album）
- 最佳藍草專輯（Best Bluegrass Album）
- 最佳當代藍調專輯（Best Contemporary Blues Album）
- 最佳傳統藍調專輯（Best Traditional Blues Album）
- 最佳民謠專輯（Best Folk Album）
- 最佳地區根源音樂專輯（Best Regional Roots Music Album）

#### 福音音樂及基督教音樂（Gospel & Contemporary Christian）
- 最佳福音歌手/歌曲（Best Gospel Performance/Song）
- 最佳當代基督教音樂歌手/歌曲（Best Contemporary Christian Music Performance/Song）
- 最佳福音專輯（Best Gospel Album）
- 最佳基督教音樂專輯（Best Contemporary Christian Music Album）
- 最佳福音起源專輯（Best Roots Gospel Album）

#### 拉丁樂，世界音樂，非洲音樂，雷鬼 與 新世紀，環境與吟誦（Latin, Global, African, Reggae & New Age, Ambient or Chant）
- 最佳拉丁流行專輯（Best Latin Pop Album）
- 最佳拉丁嘻哈專輯（Best Música Urbana Album）
- 最佳熱帶拉丁樂專輯（Best Tropical Latin Album）
- 最佳墨西哥地區音樂/德亞諾專輯（Best Música Mexicana Album (including Tejano)）
- 最佳拉丁搖滾/城市/另類樂專輯（Best Latin Rock, Urban or Alternative Album）
- 最佳非洲音樂歌手 （Best African Music Performance）
- 最佳世界音樂歌手 （Best Global Music Performance）
- 最佳雷鬼專輯（Best Reggae Album）
- 最佳世界音樂專輯（Best World Music Album）
- 最佳新世紀，環境與吟誦專輯 （Best New Age, Ambient Or Chant Album）

#### 兒童，喜劇，有聲圖書旁白與敘事，影視媒體 與 音樂錄影帶/電影（Children's, Comedy, Audio Book Narration & Storytelling, Visual Media & Music Video/Film）
- 最佳兒童專輯（Best Children's Album）
- 最佳喜劇專輯（Best Comedy Album）
- 最佳有聲圖書旁白與敘事錄製（Best Audio Book, Narration & Storytelling Recording）
- 最佳影視媒體原聲帶專輯（Best Compilation Soundtrack Album for Visual Media）
- 最佳創作影視媒體歌曲（Best Song Written for Visual Media）
- 最佳影視媒體配樂專輯（Best Score Soundtrack Album for Visual Media）
- 最佳視頻游戲及其他互動媒體配樂專輯（Best Score Soundtrack for Video Games and Other Interactive Media）
- 最佳音樂錄影帶（Best Music Video）
- 最佳音樂電影（Best Music Film）

#### 包裝與内頁 與 歷史（Package, Notes & Historical ）
- 最佳唱片包裝（Best Recording Package）：頒給藝術總監
- 最佳盒裝或特殊限定版包裝（Best Boxed or Special Limited Edition Package）：頒給藝術總監
- 最佳專輯內頁（Best Album Notes）
- 最佳歷史專輯（Best Historical Album）

#### 製作，工程，作曲，編曲（Production, Engineering, Composition & Arrangement）
- 最佳非古典專輯工程（Best Engineered Album, Non-Classical）
- 最佳古典專輯工程（Best Engineered Album, Classical）
- 最佳非古典重新混音錄製（Best Remixed Recording, Non-Classical）
- 年度古典製作人（Producer of the Year, Classical）
- 最佳沉浸式錄音專輯（Best Immersive Audio Album）
- 最佳樂器作曲（Best Instrumental Composition）
- 最佳樂器或和聲編曲（Best Arrangement, Instrumental or Vocals）
- 最佳樂器或阿卡貝拉編曲（Best Arrangement, Instrumental or A Capella）

#### 古典樂（Classical）
- 最佳管弦樂演奏（Best Orchestral Performance）
- 最佳古典樂歌手（Best Classical Vocal Solo）
- 最佳古典樂器獨奏（Best Classical Instrumental Solo）
- 最佳歌劇录音（Best Opera Recording）
- 最佳合唱團演出（Best Choral Performance）
- 最佳室內樂/小團體表演（Best Chamber Music/Small Ensemble Performance）
- 最佳當代古典樂作曲（Best Contemporary Classical Composition）
- 最佳古典簡編（Best Classical Compendium）

## 備註
1. ↑  “Best Urban Contemporary Album”被更名为“Best Progressive R&B Album”类别的定义描述了专辑，“可以包括嘻哈，说唱，舞蹈和电子音乐的样本和元素”。[3]

## 外部連結
- 葛萊美獎官方网站 （页面存档备份，存于）